# Castans
Castans é uma comuna francesa na região administrativa de Occitânia, no departamento de Aude. Estende-se por uma área de 17,01 km². Em 2010 a comuna tinha 135 habitantes (densidade: 7,9 hab./km²).